# Цеблен
Цеблен (нім. Zöblen) —  громада округу Ройтте у землі Тіроль, Австрія.
Цеблен лежить на висоті 1087 м над рівнем моря і займає площу 8,8 км². Громада налічує 239 мешканців.
Густота населення 27/км².
|                                 |
| Цеблен на мапі округу та землі. |

 Адреса управління громади: Nr. 39, 6677 Zöblen.

## Галерея

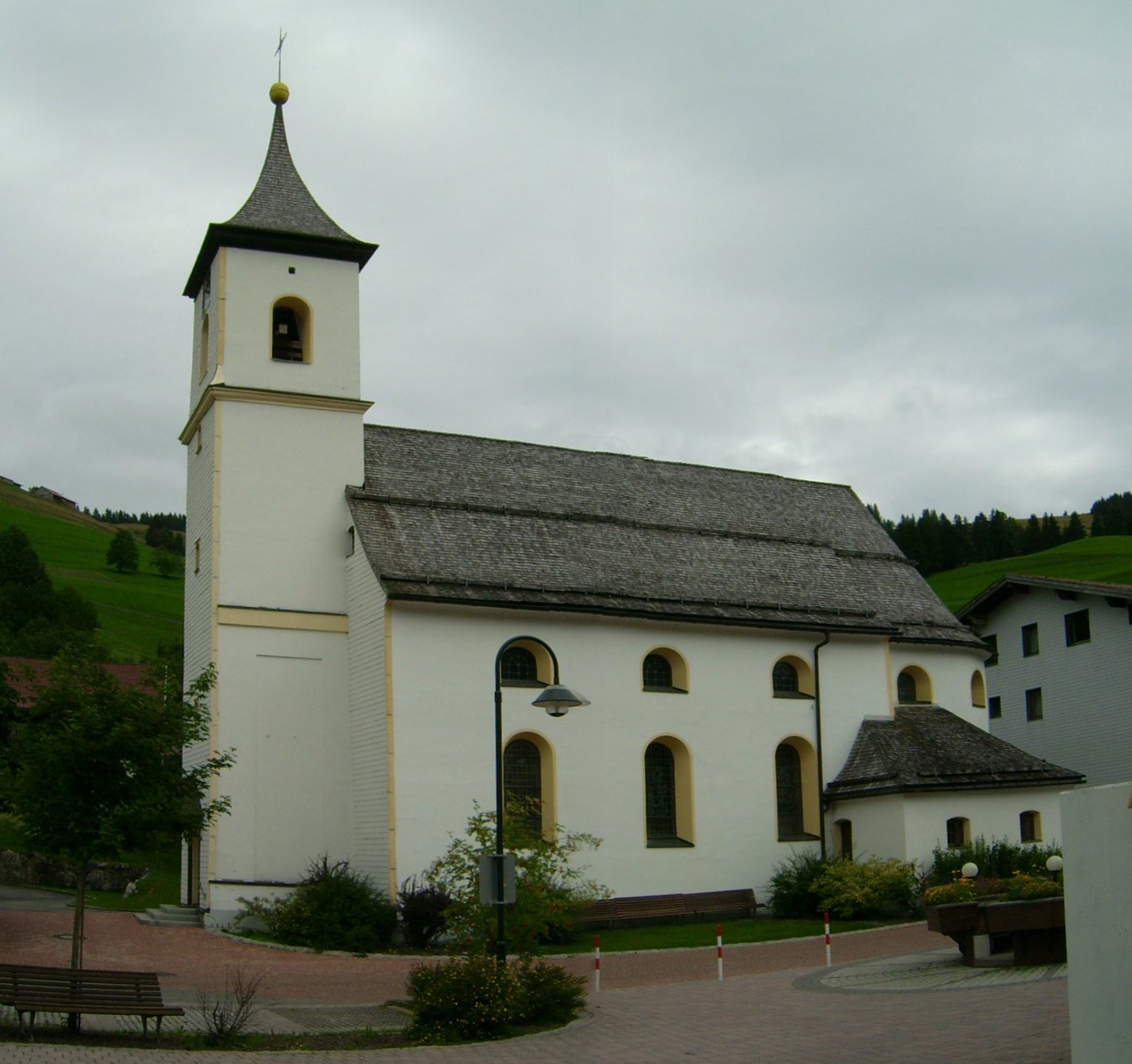
Kirche
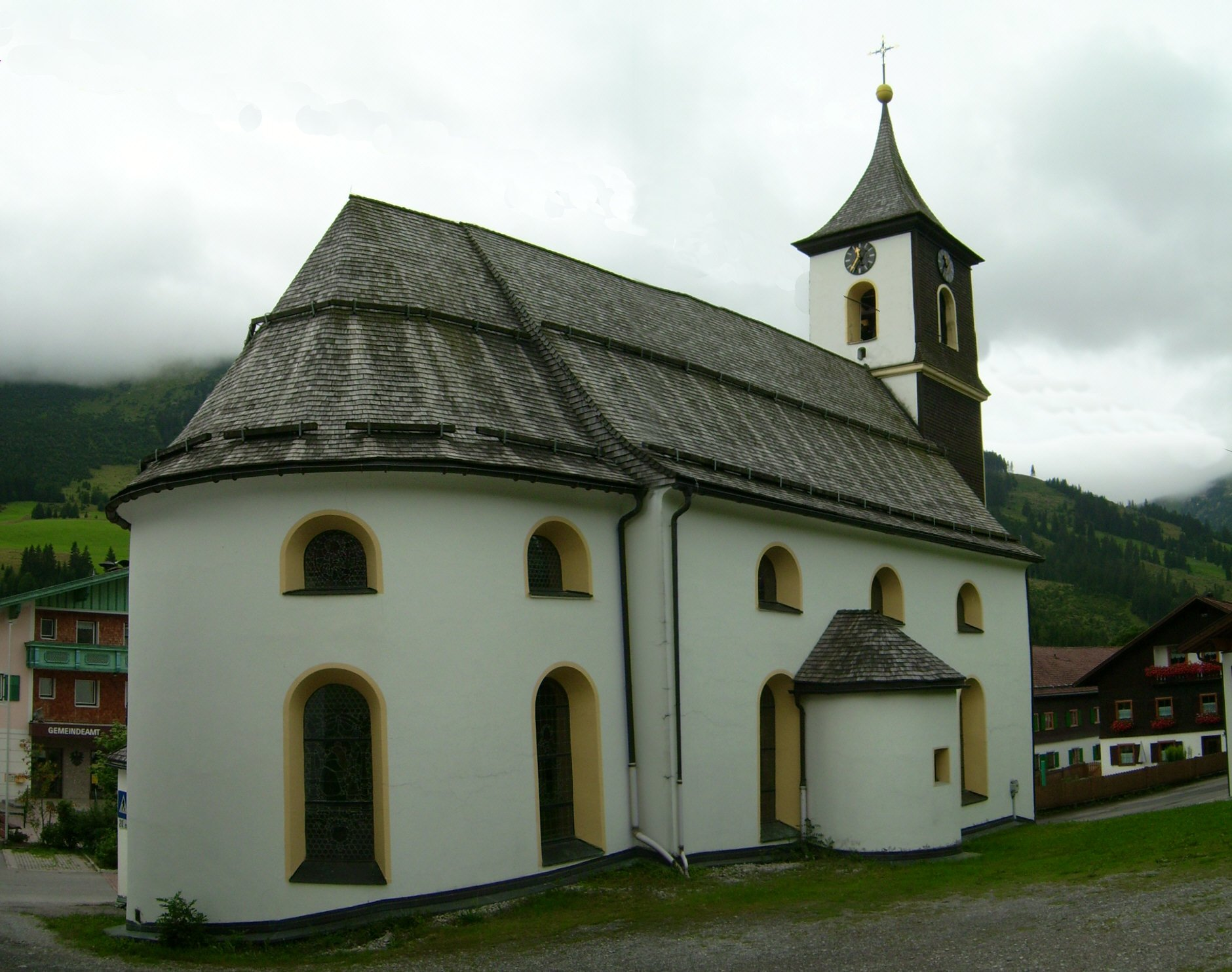
Kirche